# Even Northug
Even Northug (* 26. September 1995 in Mosvik) ist ein norwegischer Skilangläufer.

## Werdegang
Northug wurde im Januar 2014 bei den Nordischen Junioren-Skiweltmeisterschaften im Val di Fiemme Neunter im Sprint und belegte bei den Norwegischen Meisterschaften im März desselben Jahres in Gålå Rang 11 im Skiathlon. Im Januar 2015 erreichte er bei den nationalen Titelkämpfen in Røros Platz 16 im Sprint. Ende Februar 2015 hatte Northug in Jõulumäe seinen ersten Einsatz im Scandinavian-Cup. Mit Rang drei im Sprint in der klassischen Technik erzielte er dabei im ersten Rennen gleich seine erste Podiumsplatzierung. Im März 2015 gab Northug mit Rang 47 im Sprint in Drammen sein Debüt im Skilanglauf-Weltcup. Im Januar 2016 holte er im Sprint in Östersund seinen ersten Sieg im Scandinavian-Cup.
In den darauffolgenden Saisonen bekam er immer nur vereinzelt die Möglichkeit im Weltcup an den Start zu gehen. Seine Weltcupstarts erfolgten ausschließlich im Sprint, wobei sein bestes Weltcupergebnis ein sechster Platz im Sprint von Dresden im Januar 2018 darstellt. Bei den U23-Weltmeisterschaften 2018 in Goms gewann er die Bronzemedaille im Sprint. In der Saison 2021/22 holte er in Dresden im Teamsprint seinen ersten Weltcupsieg und belegte bei der Tour de Ski 2021/22 den 53. Platz. Zudem siegte er in Otepää beim Scandinavian-Cup im Sprint beendete die Saison auf dem 24. Platz im Gesamtweltcup sowie auf dem achten Rang im Sprintweltcup.

## Erfolge

### Weltcupsiege im Team
| Nr. | Datum             | Ort     | Disziplin                         |
| --- | ----------------- | ------- | --------------------------------- |
| 1.  | 19. Dezember 2021 | Dresden | 6 × 1,3 km Teamsprint Freistil 1  |
| 2.  | 31. Januar 2025   | Cogne   | 6 × 1,3 km Teamsprint klassisch 2 |
| 3.  | 22. März 2025     | Lahti   | 6 × 1,5 km Teamsprint Freistil 3  |

### Siege bei Continental-Cup-Rennen
| Nr. | Datum            | Ort       | Disziplin               | Serie            |
| --- | ---------------- | --------- | ----------------------- | ---------------- |
| 1.  | 9. Januar 2016   | Östersund | 1 km Sprint klassisch 1 | Scandinavian Cup |
| 2.  | 11. Februar 2022 | Otepää    | Sprint Freistil         | Scandinavian Cup |

## Platzierungen im Weltcup

### Weltcup-Statistik
Die Tabelle zeigt die erreichten Platzierungen im Einzelnen.
- 1.–3. Platz: Anzahl der Podiumsplatzierungen
- Top 10: Anzahl der Platzierungen unter den ersten zehn
- Punkteränge: Anzahl der Platzierungen innerhalb der Punkteränge
- Starts: Anzahl gelaufener Rennen in der jeweiligen Disziplin
- Hinweis: Bei den Distanzrennen erfolgt die Einordnung gemäß FIS.

| Platzierung               | Distanzrennen a | Distanzrennen a | Distanzrennen a | Distanzrennen a | Distanzrennen a | Skiathlon Verfolgung | Sprint | Etappen- rennen b | Gesamt | Team   | Team    |
| Platzierung               | ≤ 5 km          | ≤ 10 km         | ≤ 15 km         | ≤ 30 km         | > 30 km         | Skiathlon Verfolgung | Sprint | Etappen- rennen b | Gesamt | Sprint | Staffel |
| ------------------------- | --------------- | --------------- | --------------- | --------------- | --------------- | -------------------- | ------ | ----------------- | ------ | ------ | ------- |
| 1. Platz                  |                 |                 |                 |                 |                 |                      |        |                   |        | 3      |         |
| 2. Platz                  |                 |                 |                 |                 |                 |                      | 3      |                   | 3      | 1      |         |
| 3. Platz                  |                 |                 |                 |                 |                 |                      | 5      |                   | 5      |        |         |
| Top 10                    |                 |                 |                 |                 |                 |                      | 34     |                   | 34     | 4      |         |
| Punkteränge               |                 |                 |                 |                 |                 |                      | 46     |                   | 46     | 7      |         |
| Starts                    |                 | 1               | 4               | 1               |                 | 1                    | 48     | 1                 | 56     | 7      |         |
| Stand: Saisonende 2024/25 |                 |                 |                 |                 |                 |                      |        |                   |        |        |         |

### Weltcup-Gesamtplatzierungen
| Saison  | Gesamt | Gesamt | Sprint | Sprint |
| Saison  | Punkte | Platz  | Punkte | Platz  |
| ------- | ------ | ------ | ------ | ------ |
| 2015/16 | 44     | 85.    | 44     | 45.    |
| 2017/18 | 97     | 55.    | 97     | 22.    |
| 2019/20 | 15     | 115.   | 15     | 68.    |
| 2020/21 | 16     | 97.    | 16     | 58.    |
| 2021/22 | 256    | 24.    | 251    | 8.     |
| 2022/23 | 843    | 17.    | 843    | 3.     |
| 2023/24 | 773    | 26.    | 773    | 6.     |
| 2024/25 | 699    | 21.    | 699    | 5.     |

## Persönliches
Northug ist der jüngere Bruder von Petter und Tomas Northug, die ebenfalls Skilangläufer sind.